# Rue Octavio-Mey
La rue Octavio-Mey est une rue du quartier Saint-Paul dans le Vieux Lyon. D'orientation est-ouest, elle relie le quai de Bondy et la place Saint-Paul dans le 5e arrondissement de Lyon.

## Origine du nom
La rue est nommée en hommage à Octavio Mey, un soyeux lyonnais, inventeur d'un procédé de lustrage, qui vécut dans le quartier (montée Saint Barthelemy) au XVIIe siècle.

## Histoire
Cette voie était autrefois connue sous le nom de rue de la Poulaillerie-Saint-Paul,. La partie attestée en 1814 est modifiée en 1846 pour la création de la place Saint-Paul.
La rue est ouverte en 1863, pour la partie encore existante. En 1873, elle est remodelée pour faciliter l'accès entre le pont la Feuillée et la gare Saint-Paul, ouverte le 17 janvier 1876. 

## Éléments remarquables

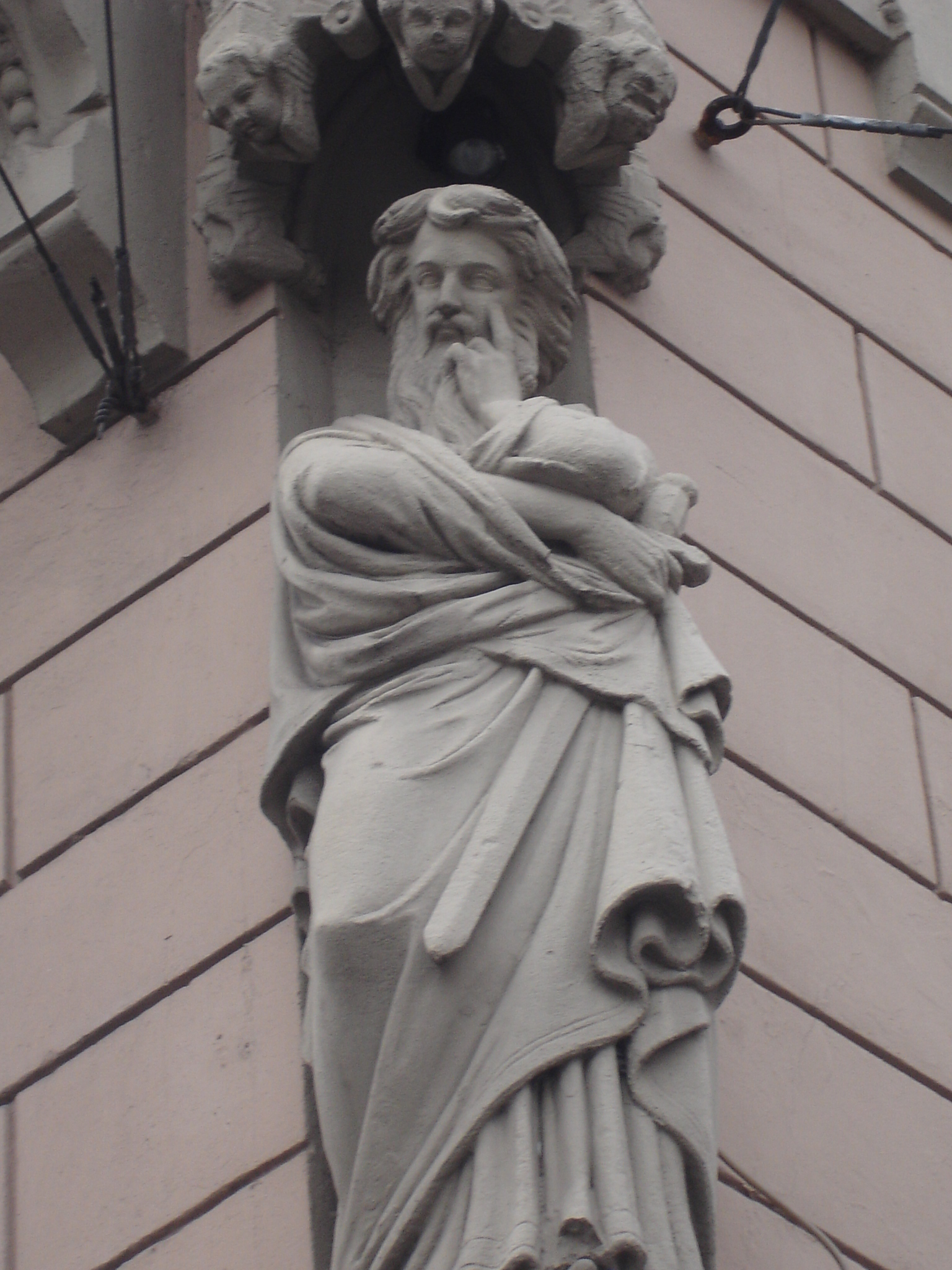
La statue de Saint-Paul, pensif

- Une traboule mène du no 5 rue de la rue Octavio Mey au no 4 de la rue de l'Angile[5]
- Une statue de saint Paul est située à l'angle du quai de Bondy

## Accessibilité
- : Vieux Lyon - Cathédrale Saint-Jean
- : Hôtel de Ville - Louis Pradel
- : Saint-Paul
- Navette fluviale Vaporetto
- Stations Vélo'v : Saint Paul (Gare) - Place Fousseret (Angle quai de Bondy) - Place Gerson (proche Quai Pierre Scize)
- Gare de Lyon-Saint-Paul : tram-train de l'Ouest lyonnais